# Pardosa mukundi
Pardosa mukundi är en spindelart som beskrevs av Benoy Krishna Tikader och C.L. Malhotra 1980. Pardosa mukundi ingår i släktet Pardosa och familjen vargspindlar. Inga underarter finns listade i Catalogue of Life.